# Article 134 de la Constitution belge
L'article 134 de la Constitution belge fait partie du titre III Des pouvoirs. Il habilite le législateur spécial à donner force de loi aux décrets et ordonnances régionales.
Il date du 17 juillet 1980 et était à l'origine — sous l'ancienne numérotation — l'article 26bis. Il n'a jamais été révisé.

## Le texte
« Les lois prises en exécution de l'article 39 déterminent la force juridique des règles que les organes qu'elles créent prennent dans les matières qu'elles déterminent. 
Elles peuvent conférer à ces organes le pouvoir de prendre des décrets ayant force de loi dans le ressort et selon le mode qu'elles établissent. »